# Jolyelmis reitmaieri
Jolyelmis reitmaieri is een keversoort uit de familie beekkevers (Elmidae). De wetenschappelijke naam van de soort werd in 1999 gepubliceerd door Ciampor & Kodada.